# Granula
Een granula is een embryo in het stadium waarin alleen nog maar klievingsdelingen van de bevruchte eicel zijn opgetreden. Een granula is dus niet groter dan een eicel, maar bestaat wel uit meer (stam)cellen (meestal tussen de twee en 64). Differentiatie van verschillende weefsels is nog niet zichtbaar.
Granula: korreltjes in het protoplasma van cellen.